# Зарицкий, Мирон Онуфриевич
Миро́н-Никола́й Ону́фриевич За́рицкий герба Новина (укр. Мирон-Микола Онуфрійович Зарицький герба Новина; 21 мая 1889 — 19 августа 1961) — украинский советский учёный-математик и педагог, профессор Львовского университета, действительный член Научного общества им. Т. Шевченко (с 1927), основатель украинской математической культуры, отец деятельницы ОУН и УПА Екатерины Зарицкой. Доктор философии (1930).

## Биография

### Детские и школьные годы
Родился 21 мая 1889 г. в с. Могильница в семье сельского священника о. Онуфрия Зарицкого герба Новина и его жены Марии из Слоневских. На территории Галичины семья появилась после того как дедушка Мирона Онуфриевича Иван Зарицкий участвовал в Январском восстании 1863—1864 рр. эмигрировал с территории Российской империи.
Первенец в семье, родился хилым и с детства очень часто болел, но умственно развивался очень быстро. Проявлял большой интерес к природе, очень любил цветы. Впоследствии родители его переехали в Новое Село.
К началу обучения в школе самостоятельно научился читать, писать и считать, окончил начальную школу в с. Кривое у своего деда Антона Слоневского.
В 1899 г. поступает в первый класс Бережанской гимназии. Обучение давалось очень легко — первые два класса он закончил на «отлично». В Бережанах впервые увидел большой пруд, который очень его заинтересовал, научился плавать и нырять, чем доставлял много хлопот бабушки, поэтому на третьем году обучения его перевели в Тернопольскую гимназию.
Стремясь к знаниям, парень много читает (но только то, что его интересует), работает самостоятельно, в частности над математикой, значительно опережая своих товарищей. Поэтому на многих уроках в гимназии ему было неинтересно, чего не могли понять некоторые учителя, и с того выходили часто недоразумения. После одного из таких конфликтов Мирона исключили с 5-го класса Тернопольской гимназии и он поехал домой в Новое Село, где пробыл целый год. Здесь самостоятельно упорно учился и в 1905 г. без никакой помощи подготовил и сдал экстерном с хорошими оценками экзамены за 6-й класс Тернопольскую гимназию и поступил в 7-го класса классической гимназии в Перемышле.
В Перемышльской гимназии Мирон заинтересовался греческой философией, много времени посвящает изучению греческих и латинских классиков, но произведения, включенные в программу гимназии, он изучал поверхностно, и опять были определённые конфликты. Некоторые преподаватели гимназии колебались, допускать ли его до выпускных экзаменов, а он сделал им сюрприз и все сдал на «отлично».

### Студенческие годы
В 1907 г. Мирон Зарицкий поступает в Венский университет, где слушает лекции по естествознанию и философии. Как большой любитель музыки, он часто посещает в Вене концерты и оперу, тратя на билеты много денег с того, что родители высылали ему на пропитание. Это отразилось на его здоровье, и поэтому после окончания первого курса родители Мирона, увидев его таким осунувшимся, уже не пустили его больше в Вену, и он вынужден был перевестись в Львовского университета. Здесь он изучает преимущественно математические и физические дисциплины, а также продолжает заниматься философией, самостоятельно изучает французский язык.
Во Львове Мирон Зарицкий становится членом студенческого общества «Академическая община», несколько позже входит в состав «Украинского студенческого союза».
На то время ведущими математиками Львовского университета были Юзеф Пузына и Вацлав Серпинский. Под влиянием профессора Серпинский Мирон Зарицкий увлекся теорией множеств и теорией функций действительной переменной, принимал участие в математическом семинаре. Эти студенческие увлечения определили позднейшее направление его научной деятельности.
На студенческих каникулах Мирон Зарицкий часто бывал в Карпатах, где собирал растения и завел себе гербарий. Любовь к природе, к карпатским горам и лесов не покидала его на протяжении всей жизни. В 1912 г. он окончил университет, а через год составил учительский экзамен и получил звание учителя средних школ из математики и физики.

### 1912—1939
Имея большой интерес к научной работе, Мирон Зарицкий, однако, как и много других ученых украинцев, в условиях Австро-венгерской монархии и межвоенной Польши не мог получить работу в высшей школе и потому начал свою работу на ниве пропаганды математических знаний в различных средних школах Галичины. Он учительствует в частных гимназиях Белза и Збаража, потом, с некоторыми перерывами в годы Первой мировой войны, в государственных гимназиях Коломыи и Тернополя (от ноября 1919 года). Уже тогда делает первые шаги в научной работе по математике (работы небольшого масштаба, в которых уже содержались элементы оригинального творчества). Через некоторое время он показал эти работы в частном порядке, по известному польскому математику, профессору Львовского университета Гуго Штайнгауз, который одобрил их и беспокоился о его переезде во Львов.
В 1925 г. переехал во Львов, где работал сначала в польской, а впоследствии в государственной украинской гимназии. Он продолжает заниматься научной работой, посещает в университете лекции по психологии и философии — профессора Казимира Твардовского, по математике — профессора Гуго Штайнгауза, по астрономии — профессора Н. Эрнста и др.
24 марта 1927 г. М. Зарицкого избирают действительным членом Научного Общества им. Т. Шевченко, и с того времени он становится активным сотрудником его математической-естественной-докторской секции. В 25-м томе «Сборника» этой секции была напечатана первая его работа «Метод внедрения доброго упорядочения в теории множеств» (1926 р.). За труд «Quelques notions fondamentales de l’Analysis Situs au point de vue de algèbre de la la logique» («Некоторые основные понятия анализа положения с точки зрения алгебры логики»), напечатанную в 9-м томе журнала «Fundamenta Mathematicae» (1927 г.), Львовский университет 25 октября 1930 г. присудил Н. А. Зарицкому ученую степень доктора философии.
В это время сблизился с выдающимися польскими математиками Г. Штейнгаузом, С. Банахом, В. Стожеком, С. Мазуром, которые работали во Львове, был принят до Львовского отдела Польского математического общества, его избирают также членом Немецкого математического общества.
Принимал участие в работе I-го польского математического съезда (Львов, 1927), где выступил с научным докладом «Когеренции и адгеренции Кантора». В 1930 г. был делегатом Научного Общества им. Т. Шевченко на И-й математический съезд Советского Союза в Харькове.
С апреля 1927 г. на юбилейном празднике математической-естественной-докторской секции Научного Общества им. Т. Шевченко, посвященном 30-летию работы секции, Мирон Зарицкий произносит доклад философского содержания «Правда, красота и математика».
Среди гимназических учеников Зарицкого был Станислав Лем, о чём польский фантаст написал в своей книге «Высокий замок».
До 1939 г. опубликовал около 20 научных трудов в львовских и иностранных изданиях и в этот период сформировался как серьёзный математик с философским уклоном.

### 1939—1961

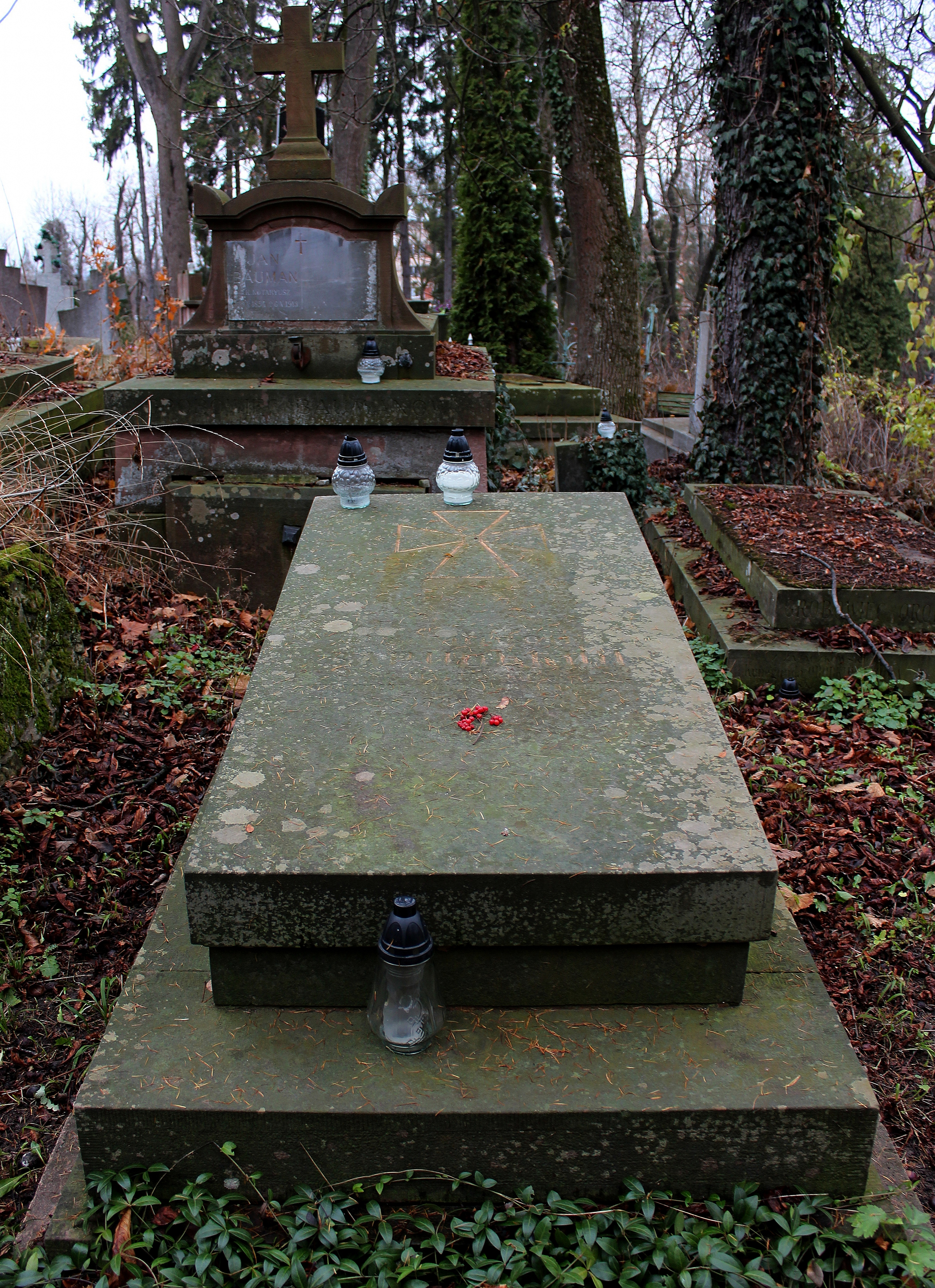
Могила М. Зарицкого на Лычаковском кладбище

После присоединения Западной Украины к СССР М. О. Зарицкий с декабря 1939 г. начинает работать во Львовском университете: в 1939—1941 г. был заместителем декана, в 1945—1947 годах — декан физико-математического факультета, руководил кафедрой теории вероятностей, а с 1948 г.— кафедрой общей математики. В этот период работал старшим научным сотрудником Львовского филиала АН УССР. В 1941 г. выступал с докладами на конференциях АН УССР и АН ГССР в Киеве и Тбилиси. 21 апреля 1945 года М. А. Зарицкому было присвоено звание профессора, а 6 июля 1946 года — присуждена ученая степень кандидата физико-математических наук.
Работу во Львовском университете Зарицкий совмещал с чтением лекций в Львовском политехническом институте (1944—1946 гг.) и в новообразованном Ужгородском университете (1950—1955 гг.), оказывая большую помощь в организации математических кафедр этого университета. В 1942—1944 гг. М. Зарицкий читал лекции по высшей математике на профессиональных технических курсах, организованных на базе Львовской политехники.
Гордостью и болью Мирона Зарицкого была единственная дочь Екатерина, впоследствии — известная деятельница ОУН, председатель подпольного Украинского Красного Креста, личная связная командира УПА Романа Шухевича, многолетняя заключённая польских и советских тюрем. Её мужем стал Михаил Сорока, тоже член ОУН. Именно он основал в Воркуте подпольную организацию «ОУН-Север» и был автором гимна участников Кенгирского восстания в 1954 году — «В горячих степях Казахстана». Мирону Зарицкому с женой Владимирой пришлось воспитывать и выводить в люди внука Богдана, ныне известного львовского художника-графика, ведь родители долгие годы спровели в заключении
Умер Мирон Зарицкий 19 августа 1961 г., похоронен на Лычаковском кладбище в Львове (59 поле).

## Научные интересы
Научные интересы М. О. Зарицкого охватывают, главным образом, теорию множеств из алгебры логики и теорию функций действительной переменной. Он исследует производные множества методами алгебры логики, исходя только из нескольких основных аксиом и не пользуясь другими геометрическими соображениями. Кроме того, Н. А. Зарицкий занимался теорией измеримых преобразований множеств, то есть таких гомеоморфных преобразований, которые переводят произвольное измеримое множество в другое множество такого же рода. В связи с этим он также занимался некоторыми теоретико-числовыми вопросами и напечатал статью «Некоторые числовые последовательности и их применение» (1957).
Мирон Онуфриевич был большим знатоком истории математики, особенно античной, читал курсы лекций по истории математики в Львовском университете, напечатал несколько трудов по истории точных наук. Сюда относится «Хрестоматия греческой математики» (на польском языке, 1936), в которой помещены небольшие отрывки из произведений Евклида, Архимеда, Аполлония Пергийского, Клавдия Птоломея и Диофанта в греческом оригинале и в латинском переводе, небольшой этюд «Замечания к проблеме приближенных вычислений в греческой математике» (1947), очерк «Астрономия в древности» (на польском языке, 1935).
Астрономия заинтересовала М. А. Зарицкого ещё с молодых лет. Его дядя (священник) имел большую астрономическую библиотеку; он научил Мирона Онуфриевича первых азов астрономии, возбудив интерес к глубокому изучению этого предмета. Работая в гимназиях, М. А. Зарицкий поощрял учеников к занятиям астрономией, очень часто сам ходил вечерами в астрономической обсерватории Львовского университета наблюдать звездное небо. И, уже будучи известным математиком, Мирон Онуфриевич задумал написать очерк о зарождения астрономии у древних народов Ближнего Востока. Чтобы ознакомиться с первоисточниками, ему пришлось выучить в нужном объёме древнееврейский язык.
Интересны также его очерки по методике математики в связи с историей, что печатались в польском журнале «Математика и школа».
Как философ М. О. Зарицкий интересовался теорией вероятностей и математической статистикой. Его статья «О коэффициенте корреляции в теории математической статистики» (1937) посвящена попытке анализа балансов западноукраинских кооперативов.
Будучи человеком с острым чувством общественного долга, М. О. Зарицкий проводил широкую пропаганду научных знаний в печати. Так в газетах «Дело», «Свободная Украина», «Советская Украина», «Czerwony sztandar» им было напечатано около 20 статей.
Он подготовил к печати монографию «Теория множеств», которая, к сожалению, не была напечатана, а рукопись её потерялся в стенах Львовского государственного университета им. И. Франко; перевел с французского языка на русский книгу С. Банаха «Курс функционального анализа». В украинском переводе эта книга вышла из печати в издательстве «Советская школа» в Киеве 1948 г. (через три года после смерти С. Банаха). По неизвестным причинам фамилия переводчика в книге не указано. В домашнем архиве Мирона Онуфриевича остались подготовленные к печати несколько брошюр и ряд рукописей, среди них: «Математика и формальная логика», «История античной математики», «Культурные преобразования в Западных областях УССР». Из сказанного видно, насколько разнообразны и широки были интересы ученого.
Научный вклад М. О. Зарицкого стоял на переднем крае мировой науки. На него есть ссылка, в частности, в таких известных монографиях: «К. Куратовский». Топология. — Т. 1 (М.: Мир, 1966) и Zbigniew Semadeni «Banach Spaces of continuons functions, V. I» (Warschawa; PWN, 1971). О значимости научных достижений Н. А. Зарицкого вспоминал его современник профессор Н. А. Чайковский, который писал, что об этом может свидетельствовать хотя бы тот факт, что на работы советского ученого ссылаются или цитируют их отдельные положения французские и немецкие математики Фреше и Гильберт, бывший учитель нашего земляка профессор Вацлав Серпинский и другие".
Круг интересов Мирона Онуфриевича не замыкался одной математикой. Он был знаком с естественными науками, мировой литературой, философией, увлекался поэзией. Любил Шекспира и Пушкина. Отдельные разделы поэмы Пушкина «Евгений Онегин» перевел на украинском языке. Это действительно был тип классического украинского интеллигента.
Владел свободно на польском, немецком и русском языках. Кроме того, писал математические статьи на английском, французском, итальянском и испанском языках.
Мирона Онуфриевича называли «поэтом формул». Наука у него — это творчество, вдохновение и радость, которым он хотел поделиться с каждым, кто этого желал.

## Памяти

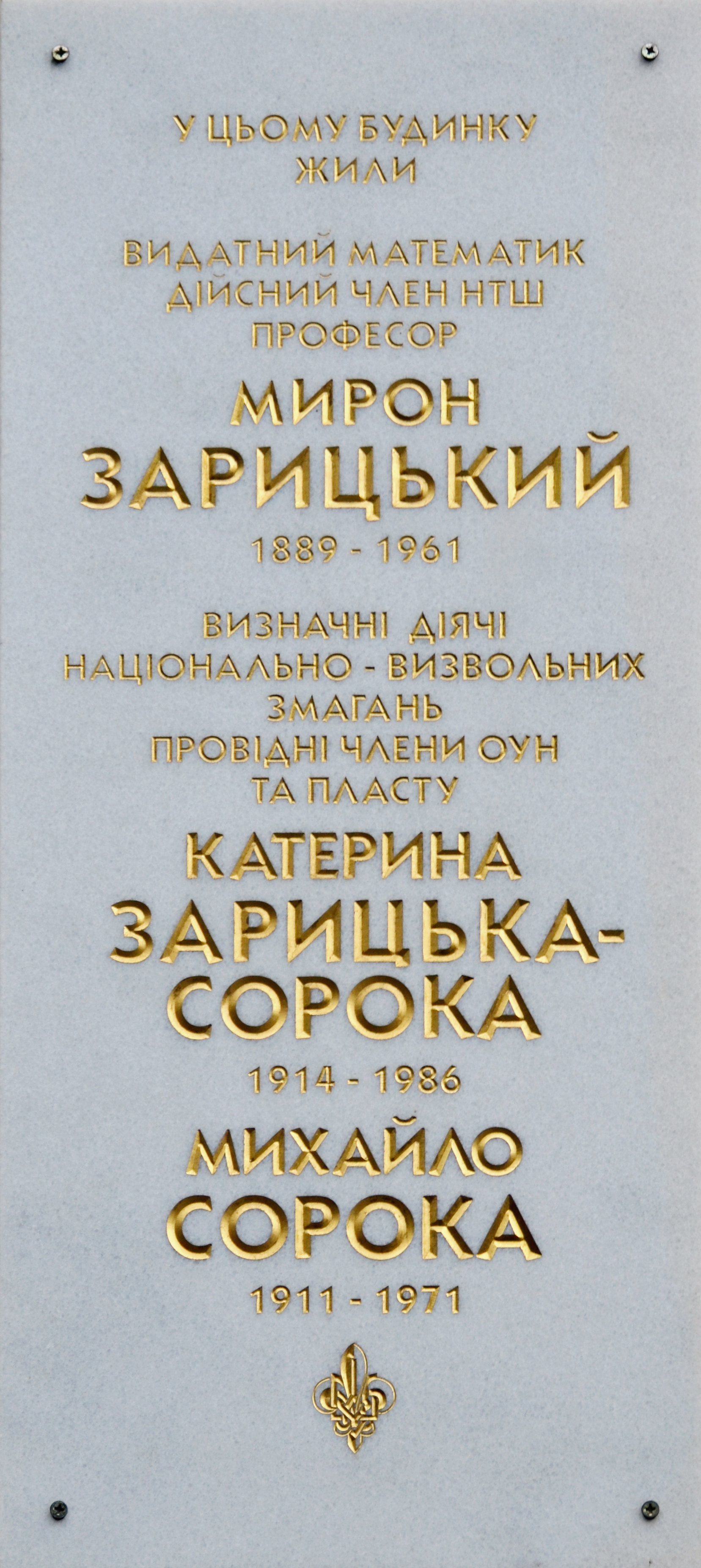
Меморитальная доска М. Зарицкого, Е. Зарицкой и М. Сороки

В честь математика Мирона Зарицкого и его дочери Екатерины Зарицкой в 1991 году названа улица Зарицких в Галичском районе Львов (до 1991 г. — вул. Воровского); семья Зарицких жила на этой улице в доме № 27.